# Fébé
A Fébé, Főbe név újtestamentumi eredetű. Pál apostol említi levelében (Róm 16,1) a kenkreai gyülekezet hűséges szolgálóleányát, Fébét („Phoibe”-t).
Ez a görög női név magyarul sugárzó-t, ragyogó-t, tisztá-t jelent. 
Protestáns egyházakban őt tekintik az első diakonissza testvérnek. Magyarországon a két világháború között jött létre az első diakonissza egyesület, majd a rendszerváltás (1989) után több jószolgálati szervezetet neveztek el Fébéről.